# Bazoche

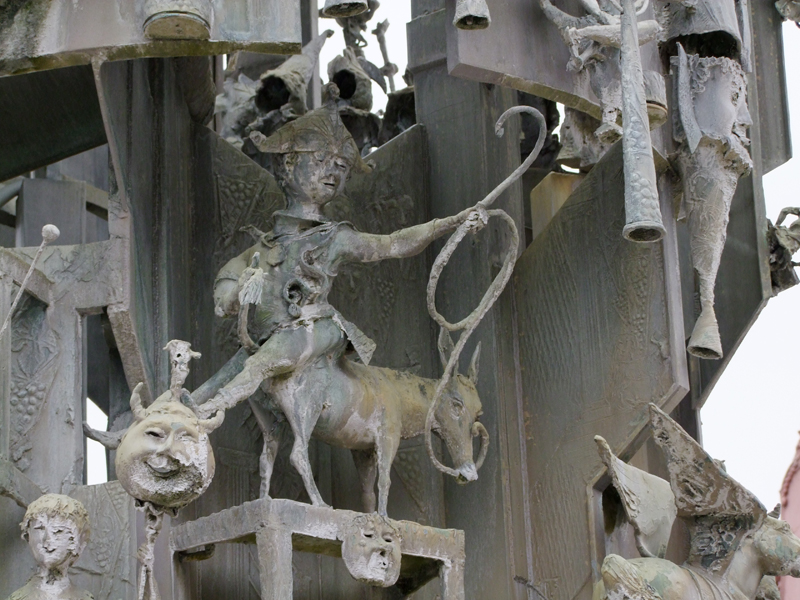
Der Paragraphenreiter am Mainzer Fastnachtsbrunnen als Allegorie der Justiz

Bazoche, auch: Basoche, war eine Gilde der Gerichtsschreiber (Advokatengehilfen: Les clercs de la bazoche) in Frankreich, die in einem der königlichen Paläste in Paris residierte. Die Anfänge der Gilde reichen weit ins Mittelalter zurück, ihre Geschichte endet im Wesentlichen in der französischen Revolution mit Dekret vom 13. Februar 1791.
Die Bazoche ist nicht zuletzt deshalb bekannt geworden, weil sie ein ihr im Jahr 1303 verliehenes königliches Privileg zur Durchführung von religiösen Aufführungen nutzte, um alljährlich zumeist satirische Schauspiele auf die Bühne zu bringen.
Im heutigen Französischen ist Basoche eine pejorative Bezeichnung für den Rechtsverkehr als ganzen.

## Hintergrund
Fußend auf dem von König Philipp III. verliehenen Privileg zur Aufführung geistlicher Schauspiele, bildete die Bazoche eine eigene allegorische Gattung moralischer Spiele aus, die Moralités. Später wurden zusätzlich Sottien und Farcen aufgeführt. Eine besonders herausragende Farce ist der (komische) Prozess Pathelin (1480 uraufgeführt). In diesem Schauspiel machte sich die Gesellschaft über die Schwächen des eigenen Staates lustig. Die satirische Treiben hatte eine Reihe von Verboten zur Folge, die schließlich 1540 in der Aufhebung der Erlaubnis, dramatische Darstellungen zu geben, gipfelte. Während der Regierung Ludwigs XII. hatte die Bazoche ihre Glanzzeit: Obgleich selbst nicht von der Satire verschont, erlaubte Ludwig XII. der Bazoche im Jahr 1500 sogar, ihre Bühne auf der berühmten Table de marbre im Justizpalast aufzuschlagen.